# Draga, Ig
Draga leži v Občini Ig. Naselje je bilo ustanovljeno leta 2007 iz dela ozemlja naselij Dobravica in Sarsko. Leta 2013 je imelo 194 prebivalcev. 
Kraj je znan po leta 1984 ustanovljenem Centru za usposabljanje, delo in varstvo Dolfke Boštjančič (CUDV Draga), ki je socialnovarstveni zavod za usposabljanje, vzgojo in izobraževanje, delo, zdravstveno varstvo, medicinsko (re)habilitacijo in nego otrok, mladostnikov in odraslih z zmerno, težjo in težko motnjo v duševnem razvoju in dodatnimi motnjami ter odraslih s pridobljeno možgansko poškodbo.